# عزالدین حسین دوم خورشیدی
عزالدین حسین دوم خورشیدی چهاردهمین حاکم دودمان اتابکان لر کوچک و فرزند بدرالدین مسعود دوم است. او پس از خواهرش دولت خاتون بر لر کوچک حکومت کرد و از متحدین ابوسعید بهادرخان ایلخانی نیز بود.

## حکومت
پس از اینکه دولت خاتون از حکومت بر لر کوچک کناره‌گیری کرد، برادرش عزالدین حسین دوم به تخت نشست. او به مدت بیست و چهار سال بر لر کوچک حکومت کرد که یازده سال آن با مشارکت مستقیم خواهرش دولت خاتون بود. دایرةالمعارف بزرگ اسلامی در این مورد می‌نویسد: «دولت خاتون دختر بدرالدین مسعود بن فلک‌الدین حسن چون «روی از همهٔ خواص و عوام می‌پوشید»، از عهدهٔ ادارهٔ امور برنیامد و شحنه‌های مغول بر کارها مستولی شدند. چون ابوسعید به ایلخانی رسید (۷۱۶ قمری)، عزالدین حسین را به جای خواهرش دولت خاتون به حکومت لر کوچک منصوب کرد. وی با تدبیر وزیر خود خواجه محمد چاغری امور مملکت و رعیت را انتظام بخشید و در ۷۳۰ قمری درگذشت.»

## اقدامات
پس از اینکه عزالدین حسین دوم به تخت نشست، ابتدا سران ایلات را سرکوب کرد تا اوضاع آرام شود. او همواره سعی داشت که با ابوسعید ایلخانی رابطه خوبی برقرار کند و از ستیز با او بپرهیزد. شرف خان بدلیسی در کتاب شرفنامه می‌نویسد:
وی [عزالدین حسین دوم] کوشید تا روابط خود را با ابوسعید ایلخانی به شکلی تنظیم نماید که از بروز مشکلات سیاسی و نظامی پرهیز شود. توجه وی به امور رعایا و نظارت برمسائل درونی جامعه به رونق زندگی اقتصادی و افزایش فعالیت‌های تولیدی منجر شد که در تمامت آن کوه و صحرا در گله و رمه مستغرق گردید. وی در این راه از کمک وزیرخود، خواجه محمدچاغری، بهره برد.
— شرف خان بدلیسی، شرفنامه

## مرگ و جانشینی
عزالدین حسین دوم سرانجام در سال ۷۳۰ قمری از دنیا رفت و فرزندش شجاع‌الدین محمود به تخت نشست.